# Захаров, Сергей Ефимович (председатель колхоза)
Сергей Ефимович Захаров (10 сентября 1909 год, хутор Тавричанка — 8 июня 1973 год) — председатель колхоза «Красный Октябрь» Весёловского района Ростовской области. Герой Социалистического Труда (1948).

## Биография
Родился 10 сентября 1909 года на хуторе Тавричанка,Егорлыкского района Ростовской области, в казачьей семье. Его отец погиб на фронте во время Первой мировой войны, когда Сергею было всего 6 лет.  Одним из первых вступил в 1929 году в колхоз «Совместный труд» в родном селе. 
В 1932 году был избран председателем этого же колхоза. Потом проживал вместе с семьёй на хуторе Новый Израиль, где работал в местном коллективном хозяйстве. 
После укрупнения окрестных коллективных хозяйств в единый колхоз «Красный Октябрь» был избран в 1939 году его председателем. Участвовал в Великой Отечественной войне. Воевал санитарным инструктором медицинской службы 8-го гвардейского кавалерийского полка 2-й гвардейской кавалерийской дивизии 1-го Украинского Фронта. После демобилизации возвратился в родной колхоз, где продолжил работать председателем. Восстанавливал разрушенное колхозное хозяйство.
В 1947 году в колхозной конеферме было выращено 38 жеребят от 38 кобыл. В 1948 году удостоен звания Героя Социалистического Труда «за получение высокой продуктивности животноводства в 1947 году при выполнении колхозом обязательных поставок сельскохозяйственных продуктов и плана развития животноводства».
В 1950 году награждён Орденом Ленина «за освоение целинных и залежных земель, в проведении уборки урожая и хлебозаготовок».
Руководил колхозом в течение 36 лет. 
В 1969 году вышел на пенсию.
Скончался в 1973 году.

## Сочинения
Опубликовал несколько статей и написал книгу «Рис на Дону» (М., 1957).
- Растим резвых и выносливых дончаков/ С. Е. Захаров // Социалистическое земледелие. — 1948. — 31 июля. — С. 3.
- Повышение продуктивности и доходности общественного хозяйства/ С. Е. Захаров // Сельское хозяйство. — 1953. — 3 сентября. — С. 3.
- Выращивание риса в пойме Маныча/ С. Е. Захаров // Молот. — 1956. — 18 октября. — С. 2.

## Награды
- Герой Социалистического Труда — указом Президиума Верховного Совета СССР 23 июля 1948 года
- Орден Ленина — дважды (1948; 1950)
- Орден Красной Звезды — дважды (27.08.1944; 20.05.1945)
- Орден Славы III степени (30.11.1944)
- Медаль «За отвагу» (30.12.1943)